# Errahma
Die Errahma (arabisch حزب الرحمة, DMG Ḥizb ar-Raḥma, daraus abgeleitet mit vollen Namen auch Hizb Errahma, französisch Parti de la miséricorde, deutsch Barmherzigkeitspartei; seltener auch Errahmah oder al-Rahma geschrieben) ist eine salafistische und streng konservative Partei in Tunesien.

## Geschichte
Nachdem die Partei im August 2012 in Folge der Revolution in Tunesien 2010/2011 gegründet werden durfte, nahm sie erfolglos an der Parlamentswahl in Tunesien 2014 teil. Bei der Parlamentswahl in Tunesien 2019 konnte die Errahma 40.071 Stimmen beziehungsweise 1,40 Prozent der Gesamtstimmen gewinnen, womit sie auf Platz 15 unter den angetretenen Parteien lag. Bei der Wahl erhielt die Partei insgesamt vier Mandate in vier Wahlkreisen. Damit erreichte die Partei nicht genügend Sitze, um eine eigene Fraktion in der Volksrepräsentantenversammlung zu bilden, schloss sich aber auch keiner anderen Fraktion an.
Während der Generalsekretär Saïd Jaziri und Salwa Ben Aycha Mitglied der Partei blieben, traten die Abgeordneten Ahmed Ben Ayed und Mouadh Ben Dhiaf am 21. Januar 2020 aus der Partei aus und verblieben damit genau so wie die in der Partei gebliebenen Abgeordneten als fraktionslose Abgeordnete in der Volksrepräsentantenversammlung. Ahmed Ben Ayed und Mouadh Ben Dhiaf beschuldigten den Generalsekretär Saïd Jaziri des Autoritarismus.

## Politische Positionen
Die Errahma wird als Partei der salafistischen Strömung zugerechnet. Nach eigenem Verständnis identifiziert sich die Errahma mit der parlamentarischen Demokratie, welche nach dem Sturz der Diktatur unter Zine el-Abidine Ben Ali im Jahr 2011 die Gründung nicht-säkularer Parteien, insbesondere islamistischer und islamisch-konservativer Parteien ermöglichte. Nichtsdestotrotz setzt sich die Errahma für die Einbindung der Scharia in die tunesische Verfassung ein und vertritt auch darüber hinaus teils ultrakonservative Positionen, insbesondere gesellschaftskonservative. Mit dieser streng konservativen Ausrichtung grenzt sie sich von der bedeutenden islamisch-konservativen Ennahda ab, welche als moderat-islamistisch gilt. Genau wie die Errahma ist auch die Partei al-Karama bei der Parlamentswahl in Tunesien 2019 neu in die Volksrepräsentantenversammlung eingezogen, welche sich vor allem durch ihr populistisches, auf junge Wähler abzielendes Auftreten von der von salafistischen Gelehrten dominierten Errahma abgrenzt.